# Club Deportivo Atlético Bermejo
El Club Deportivo Atlético Bermejo es un club de fútbol boliviano de la ciudad de Bermejo en el Departamento de Tarija. Fue fundado el 7 de diciembre de 1984 y actualmente participa en la Asociación Tarijeña de Fútbol.

## Historia
Fueron fundados el 7 de diciembre de 1984. Ubicados en la ciudad de Bermejo, al sur de Bolivia, ciudad fronteriza con Argentina, tuvieron la iniciativa de participar en la liga regional de fútbol con la finalidad de tener un equipo representativo de Bermejo que pudiera participar en los campeonatos departamentales de la Asociación Tarijeña de Fútbol, que en ese entonces aún era una organización de fútbol amateur.[cita requerida] Los fundadores del club, entre los que se encontraban los señores Bilbao Ipi y Jorge Panique, empezaron con cinco jugadores y varios universitarios provenientes de la ciudad de Bermejo. En 1985, comenzaron a reunir jugadores con el objetivo de hacer realidad el sueño de contar con un equipo representativo de Bermejo en la Liga de Fútbol Profesional Boliviano.[cita requerida]

### Participación en ATF, Nacional B y LFPB
Obtuvo su primer campeonato tarijeño en 2002, lo que le permitió participar en la Liga de Ascenso, pero sin destacar; también obtuvo el campeonato local de 2004 y, de nuevo, la oportunidad de ascender a la Liga, pero volvió a quedarse con muy poco que demostrar. Su participación más notable fue el campeonato de ascenso a la Nacional B de la Copa Simón Bolívar en 2014-2015.[cita requerida]
Los partidos programados para el ascenso indirecto el 24 de mayo no se llevaron a cabo ya que el equipo warneño no se presentó en la ciudad de Bermejo alegando dificultades meteorológicas, lo que provocó la molestia del equipo bermejeño, ya que los árbitros se encontraban en el estadio pero se negaron a dar el walkover a Sport Boys.[cita requerida] Esto dio lugar a una serie de idas y venidas por parte de los representantes de ambos equipos, ya que la comisión directiva del fútbol tarijeño intentó aplicar el artículo 40 del reglamento de fútbol profesional boliviano, mientras que Sport Boys solicitó una reprogramación de partidos y pidió garantías para que se cumplieran. El presidente del equipo de Warnes fue nombrado ministro del Gobierno boliviano, lo que aumentó la desconfianza de los bermejeños y les hizo temer un favoritismo hacia el equipo del presidente del club y ahora ministro por parte del partido político M.A.S. El ministro del Gobierno boliviano, que también era presidente del club y ahora era ministro. Además, el presidente del Estado Plurinacional de Bolivia, Evo Morales (jefe de la bancada del MAS), se encontraba habilitado como jugador al aceptar la reprogramación de los partidos, que finalmente tuvieron lugar una semana después en la ciudad de Bermejo.[cita requerida] Los locales se impusieron 3 a 1. El segundo partido tuvo lugar en la ciudad de Warnes, donde Sport Boys también hizo respetar su condición de local y ganó 4 a 1. El último encuentro, en la ciudad de Cochabamba, Sport Boys se impuso 2 a 0 a los bermejeños, negándoles así la oportunidad de participar en la Liga de Fútbol Profesional Boliviano.

### Rivalidades
Durante la temporada 2014-2015, se enfrentó al Ciclón de Tarija, ya que ambos equipos representaban al departamento y luchaban por ascender a la Liga de Fútbol Profesional Boliviano. Esta rivalidad se hizo patente hasta el último segundo de los partidos de ascenso. Sus encuentros, tanto en la fase de grupos del Campeonato Nacional B como los partidos jugados por la Asociación Tarijeña de Fútbol, fueron dominados por el cuadro bermejeño, ya que se encontraba en una racha de victorias sobre el Ciclón de Tarija. Esto provocó las quejas de los aficionados después de los partidos y tuvieron que reforzar la seguridad para los últimos encuentros, incluso en el último hubo que contar con los presidentes de ambas hinchadas para garantizar la seguridad y así poder disfrutar con calma de los encuentros.[cita requerida]

### Cuarto título y bicampeonato ATF 2016-17
A pesar de terminar empatado en el primer puesto con Ciclón y de que se frustró la disputa del título al no presentarse los jugadores del equipo contrario, el Atlético Bermejo cumplió con su mejor campaña en su historial.

### Tricampeonato ATF 2017
En un torneo especial organizado en la modalidad sub-23,[cita requerida] el Atlético Bermejo terminó invicto, repitiendo su campaña anterior y consolidándose como uno de los favoritos de la liga tarijeña. Se le declara campeón de la ATF de 2017 por ser el único campeón de ese año.

### Tetracampeonato ATF 2018
Repitió su mejor campaña en el campeonato y se proclamó campeón invicto del torneo de la Asociación de Fútbol Tarijeño. Se le declaró campeón de 2018 de la ATF, ya que se suspendió el partido definitivo de 2018 mientras ganaba el Atlético al Nacional.[cita requerida]

### Campeonato ATF 2019
Tras haber terminado primero en la tabla del campeonato de la segunda mitad de 2019 y de vencer al Real Tomayapo, campeón de la primera mitad, en un partido oficial por 2 a 0, se declara campeón de 2019 al Atlético, que asegura su participación junto al Tomayapo en el siguiente torneo nacional B Bolivia 2020.

## Instalaciones
Atlético Bermejo tiene su estadio, el Fabián Tintilay en la ciudad de Bermejo. Es el principal centro deportivo de la ciudad y sede del club, en el que aparte de jugar los partidos de local, realiza entrenamientos, conferencias, eventos, fútbol juvenil e infantil, entre otros.

## Datos del club
- Fundación: 7 de diciembre de 1984.
- Temporadas en Primera División: 0.
- Mayor goleada en contra
  - En torneos regionales:
    - 0 - 18 contra Ciclón (4 de julio de 1999)[16]

## Palmarés

### Torneos nacionales
| Competición nacional | Títulos | Subcampeonatos |
| -------------------- | ------- | -------------- |
| Copa Simón Bolívar   |         | 2014/15. (1)   |

### Torneos regionales (8)
| Competición regional                | Títulos                                                     | Subcampeonatos            |
| ----------------------------------- | ----------------------------------------------------------- | ------------------------- |
| Asociación Tarijeña de Fútbol (8/3) | 2002, 2004, 2015-16, 2016-17, 2017 A, 2018 C, 2019 A, 2022. | 2013-14, 2018 II, 2021 I. |

## Entrenadores
- Alberto Enríquez (2015)
- Claudio Mir (2015–2016)
- Raúl Musuruana (2017)
- Pastor Márquez (2018)
- Daniel Juárez (2019–2020)
- Alexis Sánchez (2021)[17][18]
- Óscar Garvizú (2021)[18][19]
- Daniel Ayala (2022)
- Luis Montellano (2022)[20]
- Daniel Ayala (2023)[21]
- Luis Palacios (2023)[21]
- René Hinojosa (2024)[22][23]